# 장산 (부산)

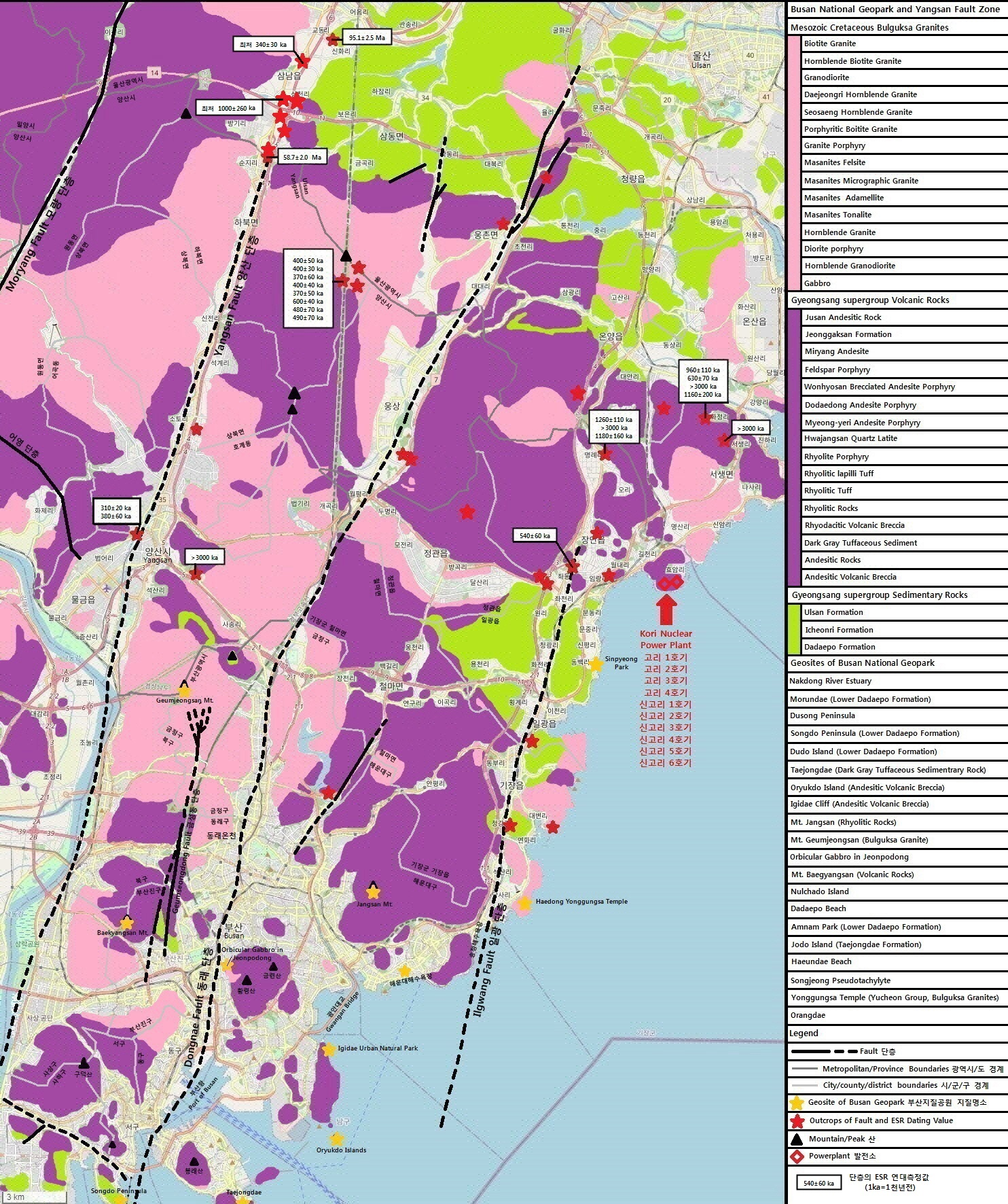
부산광역시의 지질과 장산

장산(萇山)은 대한민국 부산광역시 해운대구에 있는 높이 634m의 산이며 부산국가지질공원의 지질명소이다. 해운대 신시가지와 맞닿아 있다.

## 지질
이 산은 고대 화산으로 백악기 말에 화산이 형성되었다. 실제로 바위지대인 너덜겅이 많이 널려있는데, 이는 과거 분출했던 용암류이다. 약 7-6천만 년 전 격렬했던 유문암질 화산활동으로 분출된 화산재, 용암, 화쇄류로 이루어진 장산에는 산악인들이 너덜(겅)이라 부르는 돌밭이 유난히 많다. 너덜은 암벽에서 떨어져 나온 바위들이 비탈면에 쌓여 돌밭을 이룬 것으로 돌서렁으로도 불린다. 돌서렁은 주로 암석이 물리적 풍화작용에 의해 절리(암석의 틈)를 따라 깨어지고, 오랜 시간에 걸쳐 산의 경사면을 따라 아래로 무너져 내리면서 만들어진 것이다.

## 같이 보기
- 부산광역시의 지질
- 미확인동물학(신비동물학)
- 장산범 (미확인동물)
  - 장산범 - 2017년 개봉한 한국영화
- 한국의 산
- 동백섬
- 달맞이길
- 장산역